# مقبرة قائد القوات

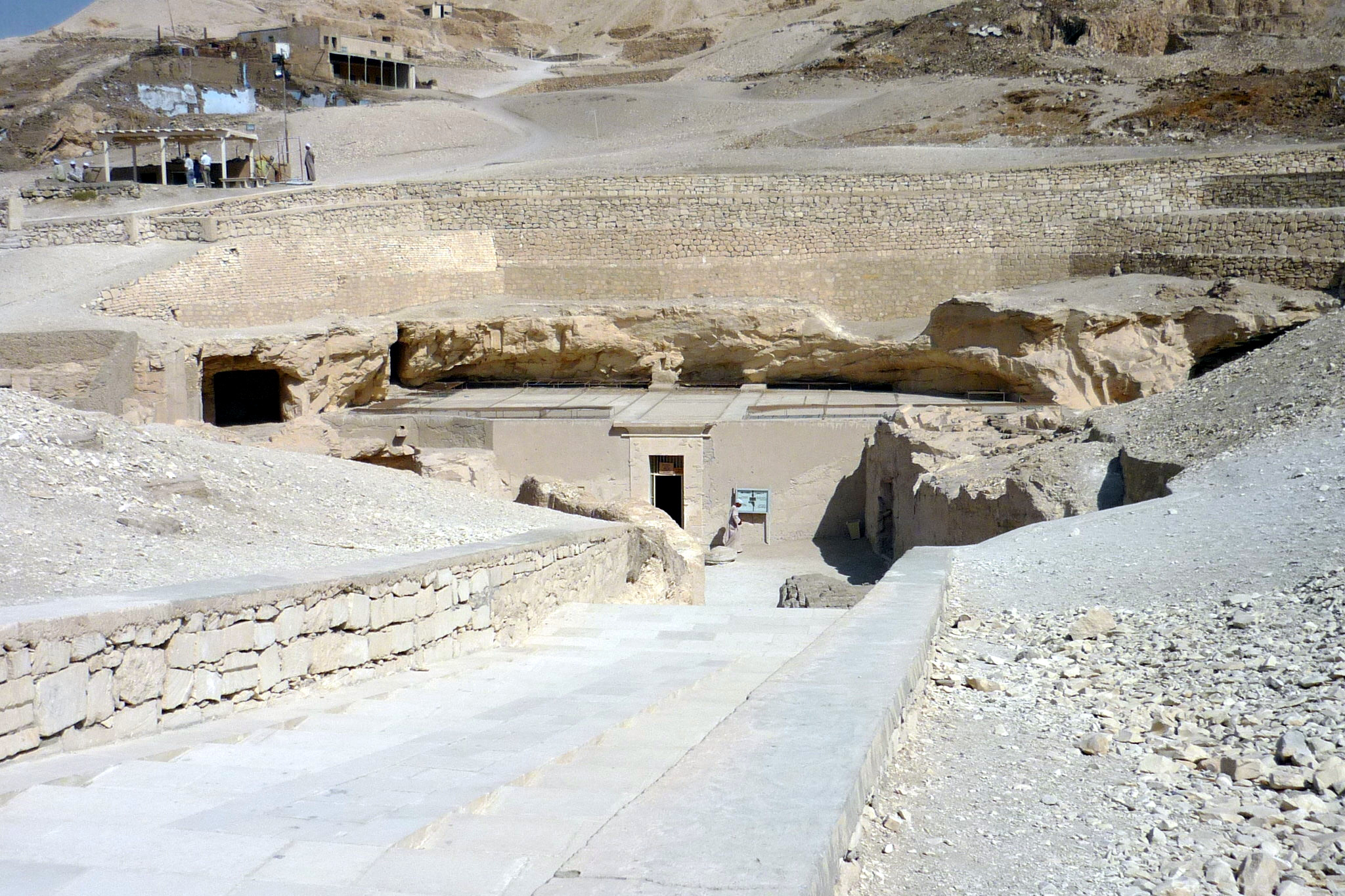
مقابر النبلاء في الأقصر.

مقبرة قائد القوات، هي مقبرة النبيل أمون مسي الذي كان من ضمن ألقابه قائد القوات وعين الملك في رتنو (اسم قديم من أسماء منطقة الشام) ، وتحمل المقبرة الرمز العالمي (TT42)، وتقع في منظقة شيخ عبد القرنة، في مقابر النبلاء في الأقصر. وقد دفن قائد القوات وعين الملك إلى جوار زوجته حنوت تاوي.

## المقبرة
تشمل نقوش المقبرة مناظر الاستيلاء على بلدة في سوريا والجزية الشمالية من بلاد الشام التي يقدمها أمون مسي للملك تحتمس الثالث. ومن الممكن أن يكون مشهد الجزية مرتبطًا بمكانة أمون مسي كمشرف على تلك الأقاليم الشمالية. وتعتبر الجزية المسجلة في مقبرة أمون مسي فريدة من نوعها من حيث أنها حدثت أثناء حملة عسكرية. يقال إن تقديمها حدث في أرض نيجاو، التي كانت تقع اليوم ضمن حدود لبنان. وتظهر قلعة تلك المدينة على أنها تقع داخل غابة صنوبر كثيفة. وفي العديد من المشاهد يظهر الرجال وهم يجلبون المزهريات والمعادن والأسلحة والخيول والمركبات والثيران. وفي أحد المناظر تظهر النساء وهن يقدن الأطفال ممسكات بأيديهم. كما أنه قد ذكر اسم أمنحتب الثاني في مقبرته كذلك، مشيرا إلى أنه عاش في عهد ابن تحتمس الثالث وخليفته.</ref>